# Limaformosa vernayi
Limaformosa vernayi är en ormart som beskrevs av Bogert 1940. Limaformosa vernayi ingår i släktet Limaformosa och familjen snokar. Inga underarter finns listade i Catalogue of Life.
Denna orm förekommer i norra Namibia och sydvästra Angola. Arten lever i kulliga områden och i bergstrakter mellan 500 och 1500 meter över havet. Den vistas i savanner med klippig mark. Limaformosa vernayi har troligtvis andra ormar som föda. Honor lägger ägg.
För beståndet är inga hot kända. Hela populationen anses vara stabil. IUCN listar arten som livskraftig (LC).